# Seznam osebnosti iz Občine Trebnje
Seznam osebnosti iz občine Trebnje vsebuje osebnosti, ki so se rodile, delovale ali umrle v občini Trebnje.

## Religija
- Gašpar Franchi (okoli 1657, Videm, Furlanija, Julijska krajina – 25. avgust 1733, Ljubljana), zvonar.
- Friderik Baraga, krščen kot Irenej Friderik Baraga, (28. junij 1791, Knežja vas, Grad Mala vas – 19. januar 1868, Marquette, Michigan, Združene države Amerike), misijonar, škof, popotnik, slovničar in kandidat za svetnika.
- Peter Pavel Glavar (2. maj 1721, Ljubljana – 24. januar 1784, Gomila), narodni gospodar, duhovnik.
- Janez Mandlin (1818 – 1891), orglarski mojster.
- Jožef Rozman (imenovan tudi Jožef Rozman Trebanjski) (11. februar 1801, Ljubno na Gorenjskem – 10. julij 1871, Trebnje), duhovnik in nabožni pisatelj.
- Janez Strel (23. september 1790, Mokronog – 30. april 1847, Trebnje), duhovnik.
- Joseph Gole (1916 – ?), teolog.
- Stanislav Marija Aljančič, poznan tudi kot Ernest Janez Aljančič (12. januar 1892, Trebnje – 15. november 1959, Ljubljana), teolog, duhovnik, redovnik, frančiškan.
- Franc Perpar (2. marec 1855, Dobrnič – 20. maj 1916, Dobrnič), duhovnik in pridigar.
- Alojzij Ignacij Kastigar (13. marec 1863, Dobrnič – 1936, Združene države Amerike), duhovnik, redovnik, frančiškan.
- Franc Zorec (15. november 1854, Šentlovrenc – 1. februar 1930, Gorenje Sušice, duhovnik in karikaturist, risar in publicist.
- Franc Kek (20. avgust 1895, Studenec pri Trebnjem – 21. oktober 1943, gozd Padež, Birčna vas), duhovnik.
- Anton Oblak (12. junij 1871, Horjul – 8. april 1953, Šentlovrenc), katoliški duhovnik in strokovnjak za prašičjerejo.
- Ivan Feliks Šašelj (13. maj 1859, Mokronog – 15. oktober 1944, Šentlovrenc), duhovnik, zgodovinski pisec in zbiralec ljudskega izročila.
- Ignac Škoda (1909 – 1982), teolog in publicist.
- Janez Platiša (tudi Ivan), (16. januar 1890, Sv. Ožbolt – 28. oktober 1943, Čatež, Trebnje), duhovnik.
- Franc Saleški Gomilšek (14. december 1872, Krčevina pri Ptuju – 29. oktober 1943, Knežja vas), duhovnik.
- Matej Frelih (tudi Froelich) (11. september 1828, Lozice – 1. februar 1892, Trebnje), duhovnik, pisatelj.
- Jurij Kobe (8. junij 1807, Sodevci – 29. junij 1858, Čatež), zbiralec ljudskega slovstva, duhovnik.
- Peter Prijatelj (10. junij 1844, Ribnica – 18. avgust 1871, Trebnje), slikar in duhovnik.
- Karel Poglajen (31. december 1849, Otočec – 10. avgust 1890, Trebnje), podobar, izdelovalec oltarjev.
- Franc Jontez (11. november 1853 Cerovec – 27. junij 1928 Velike Lašče), podobar.
- Alojzij Šuštar (14. november 1920, Grmada nad Trebnjem – 29. junij 2007, Ljubljana), duhovnik, prvi ljubljanski nadškof, ljubljanski metropolit.
- Jože Zajec (18. marec 1916, Bič – 25. februar 1954, Leusden, Nizozemska), redovnik salezijanec.
- Viktor Vitigoj (23. marec 1915, Dolenja vas, Čatež – 28. oktober 1943, Čatež), duhovnik.
- Janez Kmet (27. marec 1917, Gorenji Podšumberk – 15. september 1965, Novo mesto), duhovnik in pisatelj.

## Zdravstvo
- Janez Verbic (24. junij 1768, Trebnje – 2. februar 1849 Ljubljana), zdravnik.
- Viljem Kovač (22. oktober 1830, Ljubljana – 30. avgust 1888, Trebnje), zdravnik, kirurg.
- Pavel Pehani (1899 – 1964), ginekolog.
- Hubert Pehani (1900 – 1995), biolog in zdravnik.
- Jože Pavlin (1901 – 1971), zdravnik in začetnik sodobnega zdravstva v Temeniški in Mirnski dolini.
- Boris Adrijanič (8. december 1910, Novo mesto – 19. december 1993, Novo mesto), farmacevt, gospodarstvenik.
- Peter Držaj (1913 – 1944), zdravnik, ki se je boril za napredne ideje človeštva ter politično in ekonomsko osvoboditev naroda.
- Edi Serpan (1913 – ?), telesnovzgojni delavec in publicist.

## Humanistika in znanost
- Leopold Gorenjec (1840 – 1917), folklorist in prevajalec.
- Ignacij Klemenčič (6. februar 1853 Kamni Potok – 5. september 1901 Trebnje), fizik.
- Ignac Klemenčič (1835 – 1901), fizik.
- Franc Tomšič (28. avgust 1838, Trebnje – 9. januar 1917, Zagreb), gradbeni inženir.
- Ema Peče (1873 – 1965), publicistka in urednica.
- Minka Govekar Vasič (28. oktober 1874 Trebnje – 10. april 1950 Ljubljana), prevajalka, aktivistka in publicistka.
- Viljem Ogrinc (27. april 1845, Trebnje – 22. maj 1883, Ljubljana), pravnik in pisec člankov o astronomiji.
- Ivan Zorec (25. julij 1880, Mali Gaber – 30. julij 1952, Ljubljana), pisatelj, prevajalec, pripovednik in publicist.
- Lavoslav Struna (1898 – 1973), novinar, terminolog in lektor.
- Bogo Teplý (10. januar 1900, Velika Loka pri Trebnjem – 13. julij 1979, Maribor), slavist, zgodovinar, muzealec in prevajalec.
- Hubert Pehani (1. november 1900, Trebnje – 24. februar 1995, Trebnje), biolog.
- Matilda Tomšič Sebenikar (13. februar 1847, Trebnje – 12. september 1933, Unec), pesnica, narodna delavka.
- Marija Perpar (1904 – 1990), starosta slovenske kemije.
- France Tomšič (20. marec 1905, Trebnje – 5. maj 1975, Novo mesto), gradbeni inženir, jezikoslovec in leksikograf.
- Anton Zorc (1918 – 2000), agronom.
- France Novak (1934 – ?) jezikoslovec in leksikolog.
- Ivan Gole (1936 – ?), utemeljitelj sodobnega gospodarstva v Trebnjem.
- Slavka Kavčič (21. april 1938, Grmada nad Trebnjem), gospodarstvenica in univerzitetna profesorica. Je sestra nekdanjega ljubljanskega nadškofa in metropolita Alojzija Šuštarja. Poročena je z Bogdanom Kavčičem.
- France Tomšič (20. marec 1905, Trebnje – 5. maj 1975, Ljubljana), jezikoslovec in leksikograf.
- Ivan Skušek (28. junij 1923, Trebnje – 23. december 1976, Ljubljana), pesnik, urednik in prevajalec.
- Niko Šilih (8. december 1919, Trebnje – 23. september 1984, Ljubljana), obveščevalec in diplomat.
- Anton Zorc (18. marec 1918, Razbore – 7. avgust 2000, Ljubljana), agronom, živinorejec.
- Franc Kresal (7. avgust 1935, Grm pri Trebnjem), zgodovinar.
- Jože Lazar (6. april 1903, Lokve pri Dobrniču – 17. december 1975, Ljubljana), botanik in algolog.
- Miha Japelj (1935 – ?), kemik in univerzitetni profesor.
- Ludvik Bogataj (15. april 1949, Murska Sobota – 23. avgust 2009, Trebnje), matematik.

## Pravo, upravo, politika
- Dragotin Treo (1863 – 1935), pravnik in politik.
- Oton Papež (1867 – 1940), pravnik.
- Emanuel Tomšič (26. marec 1824, Trebnje – 29. junij 1881, Trebnje), učitelj, pesnik in politik.
- Karel Friderik Jožef Strahl (izg.: štrál) (12. september 1850, Trebnje – 24. december 1929, Stara Loka), pravnik, plemič in zbiratelj.
- Ivan Vasič (2. november 1882, Trebnje – 19. oktober 1967, Novo mesto), publicist in odvetnik.
- Jožef Rosina (4. marec 1810, Mali Gaber – 27. junij 1889, Novo mesto), pravnik, javni delavec, odvetnik.
- Janko Rajer (2. februar 1872, Dečja vas – 5. junij 1943, Ljubljana), veterinar, politik.
- Adolf Golia (1889 – ?), pravnik in pisec člankov.
- Peter Grasselli (28. junij 1841, Kranj – 17. november 1933, Ljubljana), politik in pravnik, nekaj časa je služboval v Trebnjem.
- Mara Rupena Osolnik (1918 – 2003), družbenopolitična delavka, po njej se imenuje del Evropske pešpoti E-7 (od Žužemberka preko Dobrniča do Dolenjskih Toplic).
- Bogdan Osolnik (1920 – 2019), pravnik in pisatelj.
- Ciril Metod Pungartnik (24. junij 1936, Trebnje), politik.
- Egidij Vršaj (9. marec 1923, Čatež pri Trebnjem), gospodarstvenik, pravnik.
- Miloš Brelih (19. junij 1916, Trebnje – 8. april 2002, Ljubljana), gospodarstvenik, politik.
- Ivan Škarja (10. maj 1879, Mirna – 29. junij 1941, Beograd), pravnik.
- Ignacij Žitnik (24. november 1857, Fužina – 28. december 1913, Ljubljana), politik, časnikar, duhovnik, kanonik, konzistorialni svetnik.
- Tatjana Fink (1957), glavna direktorica Trima Trebnje.

## Šolstvo
- Matija Tomšič (1783 – 1850), organist, učitelj in ljudski pevec
- Antonija Höffern (4. februar 1803, Knežja vas – Mala vas - 21. maj 1871, Ljubljana), učiteljica, misijonarka, sestra in pomočnica misijonarja Barage, Čopova nevesta.
- Božo Račič (26. december 1887, Čatež pri Trebnjem – 26. maj 1980, Ljubljana), učitelj, zbiralec etnološkega gradiva.
- France Režun (1926 – 2002), predmetni učitelj zgodovine in v svojem času osrednja kulturna osebnost v Občini Trebnje.
- Božidar Opara (26. maj 1940, Dolenja Nemška vas), defektolog in docent Oddelka za edukacijske vede Univerze na Primorskem za področje pedagogike otrok z motnjami v razvoju.
- Lucijan Reščoč (1946 – 2003), učitelj, likovni samorastnik, ilustrator in oblikovalec.

## Umetnost in kultura
- Ivan Albertal (1. polovica 17. stoletja), stavbar in rezbar.
- Marija Kmet (31. januar 1891, Šentlovrenc – 1. november 1974, Ljubljana, učiteljica, pisateljica, prevajalka in novinarka.
- Franjo Neubauer (1872 – 1945), pesnik.
- Rudolf Binter (1876 – 1929), scenograf, igralec, pevec in organizator Šentjakobskega odra v Ljubljani.
- Srečko Koporc (17. november 1900, Dobrnič – 19. marec 1965, Ljubljana), skladatelj, dirigent in pedagog.
- Milan Guček (1917 – 2002), pisatelj, filmski scenarist in režiser.
- Ivan Skušek (1923 – 1976), urednik, pesnik in prevajalec.
- Janez Gartnar (1928 – ?), sodnik in ustanovitelj Galerije likovnih samorastnikov.
- Dare Ulaga (1931 – 1987), gledališki in filmski igralec.
- Pavel Golia (psevdonim Pavel Ludovikov) (10. april 1887, Trebnje – 15. avgust 1959, Ljubljana), častnik, pesnik in dramatik.
- Franc Rojec (17. marec 1867, Sela pri Šumberku – 5. julij 1939, Ljubljana), mladinski pisatelj, risar.
- Severin Šali (22. oktober 1911, Podlisec pri Dobrniču – 24. oktober 1992, Novo mesto), pesnik in prevajalec.
- Ivo Tavčar (1924 – 2005), novinar in kulturni delavec.
- Vilma Bukovec (27. februar 1920, Trebnje – 7. december 2016, Ljubljana), operna pevka sopranistka.
- Iva Zupančič (23. januar 1931, Šmaver – 14. april 2017, Ljubljana), gledališka in filmska igralka.
- Josip Verbič (18. marec 1875, Bistra – 21. februar 1959, Ljubljana), glasbenik, skladatelj, geometer.

## Vojska
- Ivan Lavrič (1850 – 1941), generalmajor.
- Vinko Simončič Gašper (1914 – 1944), vojaški poveljnik in narodni heroj.
- Branimir Furlan (25. februar 1963, Trebnje), častnik, veteran vojne za Slovenijo in poveljnik Poveljstva sil Slovenske vojske.
- Tone Zgonc (partizansko ime Vasja) (26. december 1914, Draga pri Šentrupertu – 1. januar 2002, Trebnje), častnik generalpodpolkovnik JLA.
- Jože Silvo Slak (26. avgust 1902, Gorenji Vrh pri Dobrniču – 26. februar 1943, Straža), narodni heroj.
- Ivan Kavčič Nande (14. december 1913, Desnjak – 30. julij 1943, Sela pri Šumberku), partizan in narodni heroj.

## Šport
- Nace Bukovec (1921 – 2007), utemeljitelj športnega življenja v Trebnjem.
- Vanja Brodnik (13. marec 1989, Trebnje), alpska smučarka.
- Jani Likavec (10. marec 1968, Trebnje), rokometaš.
- Bojan Udovič (22. julij 1957, Kranj - 11. julij 2015, Medvedjek), kolesar.
- Jože Udovč (?), prvi pilot, ki je z enomotornim letalom preletel Severno Ameriko, Atlantik in Evropo v Slovenijo, 19. junija 1988.

## Drugo
- Franja Tomšič (1834 – 1922), mati generala in pesnika Rudolfa Maistra.
- Valdemar Seunig (8. avgust 1887, Trebnje – 24. december 1976, ?), strokovnjak za konjeništvo.
- Ermin Teplý (29. marec 1902, Velika Loka – 16. maj 1991, Zagreb), montarist in rudarski strokovnjak.
- Andrej Žmavc (27. november 1874, Slogonsko – 30. marec 1950, Maribor), enolog, sadjar.